# خوسيه ماريا كيريخيتا
خوسيه ماريا كيريخيتا ألبيرو (17 مايو 1919 - 20 يونيو 1989) لاعب كرة قدم إسباني لعب كمدافع لريال سوسيداد وريال مدريد في الأربعينيات. كما لعب مباراتين مع المنتخب الإسباني في عام 1947.

## المسيرة الكروية

### ريال يونيون وريال سوسيداد
وُلِد خوسيه في سان سيباستيان في 17 مايو 1919، وبدأ مسيرته الكروية في نادي مسقط رأسه ريال يونيون في عام 1934، وكان عمره 15 عامًا، حيث لعب معه 12 مباراة في بطولة جيبوثكوا.
خلال الحرب الأهلية الإسبانية، انضم خوسيه إلى ريال سوسيداد، حيث لعب معه 12 مباراة في بطولة كوبا بريجاداس دي نافارا عام 1938، وهي بطولة نظمها اتحاد جيبوزكوان لكرة القدم تكريمًا لألوية نافارا. بعد أن لعب عدة مباريات في كل من البطولة الإقليمية وكأس ملك إسبانيا في عام 1939، ظهر لأول مرة في الدوري في 7 يناير 1940، في مباراة انتهت بالتعادل 1-1 مع ناديه السابق ريال يونيون. بقي في ريال سوسيداد لمدة أربع سنوات، من عام 1938 حتى عام 1942، وسجل ما مجموعه 4 أهداف، بما في ذلك ركلة حرة مباشرة واحدة، في 107 مباراة رسمية، والتي انتهت بـ 49 فوزًا و14 تعادلًا و44 خسارة، مما ساعد فريقه على تحقيق الصعود إلى الدرجة الأولى في عام 1941.

### ريال مدريد
في أوائل عام 1943، وقع خوسيه مع ريال مدريد، وشارك لأول مرة رسميًا في 14 مارس، في مباراة بالدوري الإسباني ضد بطل الدوري في النهاية أتليتيك بلباو، مما ساعد فريقه على الفوز بنتيجة 2-0. كان عضوًا في فريق مدريد الذي وصل إلى نهائي كأس الملك عام 1943 في 20 يونيو، والذي انتهى بخسارة 1-0 أمام أتليتيك بيلباو، إلى جانب خوسيه رامون ساوتو، وتشوس ألونسو، وبرودين. قبل أسبوع، بدأ أساسيًا في مباراة الإياب الشهيرة من نصف النهائي بين ريال مدريد وبرشلونة (كأس الملك 1943)، حيث ساعد فريقه على تحقيق فوز تاريخي ساحق على برشلونة بنتيجة 11-1، وهو أكبر فوز في تاريخ الكلاسيكو لأي من الفريقين. وبعد بضعة أشهر، في 8 ديسمبر 1943، بدأ في نهائي كأس رئيس الاتحاد القشتالي 1943-1944، وساعد فريقه على الحفاظ على نظافة شباكه في فوز 5-0 على أتلتيكو.
بقي خوسيه في مدريد لمدة خمس سنوات، من عام 1942 حتى عام 1947، ولعب ما مجموعه 72 مباراة رسمية وساعد فريقه على الفوز بلقبين في كأس ملك إسبانيا في عامي 1946 و1947، على الرغم من أنه لم يلعب في أي من النهائيين. وفي المجمل، شارك في 80 مباراة بالدوري الإسباني مع ريال سوسيداد وريال مدريد.

## المسيرة الدولية
في 26 يناير 1947، شارك خوسيه البالغ من العمر 27 عامًا لأول مرة مع منتخب إسبانيا في مباراة ودية ضد البرتغال في جامور، والتي انتهت بخسارة 4-1. وبعد شهرين، في 2 مارس، حصل على مباراته الثانية (والأخيرة) مع إسبانيا في مباراة ودية ضد جمهورية أيرلندا في دبلن، والتي انتهت بخسارة 3-2. لقد قدم هو وكورتا "درسًا رئيسيًا في الدفاع الجيد"، حيث تمكنا من منع اثنين من أفضل رجال أيرلندا، تومي إيجلنجتون وكيفن أوفلاناجان، من التسجيل.

## الحياة اللاحقة
في عام 1952، أدلى خوسيه بشهادته في كتاب "الكتاب الذهبي لريال مدريد " الذي يصف السنوات الخمسين الأولى للنادي من خلال كلمات لاعبيه ومدربيه ورؤسائه ؛ وعلى الرغم من عدم "معرفته الشخصية بخبايا الأندية الأخرى"، فقد ذكر أن مدريد "هو أفضل نادٍ في إسبانيا، لأنه عندما نلتقي بالآخرين، سواء في الفنادق أو الرحلات أو المباريات الدولية، فإن التعليقات على هذا الأمر تكون متكررة"، وأضاف أيضًا أنه "إذا ولدت من جديد وأصبحت لاعب كرة قدم، إذا كان لدي مكان، أود أن أكون واحدًا مرة أخرى في ريال مدريد".

## موت
توفي خوسيه في 20 يونيو 1989، عن عمر يناهز 70 عامًا.

## الأوسمة
نادي ريال مدريد
- كأس ملك إسبانيا :
  - الأبطال (2) : 1946 و1947
  - الوصيف (1): 1943

- كأس الاتحاد المركزي :
  - الأبطال (1) : 1943–44

## روابط خارجية
- خوسيه ماريا خوسيه على موقع aunamendi.eusko